# Крајпуташи Живану и Радовану Николићу у Срезојевцима
Крајпуташи Живану и Радовану Николићу у Срезојевцима (општина Горњи Милановац) налазе преко пута старе сеоске задруге, у углу дворишта породице Николић. Споменици су подигнути 1929. године, у спомен палим учесницима Првог светског рата.

## Опис
Споменици припадају новијем типу "пирамидаша" у облику стуба на постољу, који се завршава "на две воде". Предња страна и наличје споменика садрже текстове и ликовне елементе, док су на бочним странама урезана војничка знамења - пушка и сабља. У врху су приказани крстови, на предњим страни тролисни, а на полеђинама линеарни. Лице оба споменика краси нешто богатија профилација, са вертикалним срцоликим фризовима који уоквирују поља са текстом. Натписи се настављају на полеђини. Споменици су једновремено су направљени, од истог материјала и идентичне су обраде, једино што је Радованов споменик нешто нижи. Релативно су добро очувани, осим више оштећења у делу натписа.

### Споменик Живану Николићу
Стуб је димензија 153х36х23 cm. На левој бочној страни урезана је пушка. Епитаф гласи:
ЖИВАН
НИКОЛИЋ
III ЧЕТЕ
5 ПРЕКОБРОЈНОГ
ПУКА ПОГИНО
НА БОЈНОМ ПОЉУ
ОД АУСТРИЈАНАЦА
НА ГУЧЕВУ
16.9.1914.Г.
Текст се наставља на полеђини споменика:
ОВАЈ СПОМ
ЕН
ПОДИЖЕ Њ
ЕГОВ ЗЕТ
ВЕСЕЛИН
И СИНОВИ
ЦА СЛАВОЉУБ
КА РАТКОВИ
ЋИ У
1929 Г

### Споменик Радовану Николићу
Стуб је димензија 130х36х23 cm. На левој бочној страни урезана је сабља. Епитаф гласи:
ОВАЈ СПОМЕН
ПОКАЗУЈЕ
РАДОВАНА
НИКОЛИЋА
НАРЕДНИКА 3. ЧЕТЕ
II БАТ X ПЕШ ПУКА
II ПОЗИВА КОЈИ
ЖИВИ 40 ГОД
(нечитко)
БУГАРИМА
6. АВГУСТА 1916 Г
На наличју се чита:
ОВАЈ СПОМЕН
ПОГИГОШЕ
ЊЕГОВ ЗЕТ
ВЕСЕЛИН Р
АТКОВИЋ И
ЋЕРКА СЛАВ
ОЉУБКА И УН
УЦИ РАДОВАН
МИЛЕНКО И
ДРАГОВАН
У 1929 Г